# Rhectosemia compositalis
Rhectosemia compositalis là một loài bướm đêm trong họ Crambidae.